# World Series of Poker 1971
Die World Series of Poker 1971  war die zweite Austragung der Poker-Weltmeisterschaft und fand vom 6. bis 15. Mai 1971 im Binion’s Horseshoe in Las Vegas statt.

## Turniere

### Turnierplan

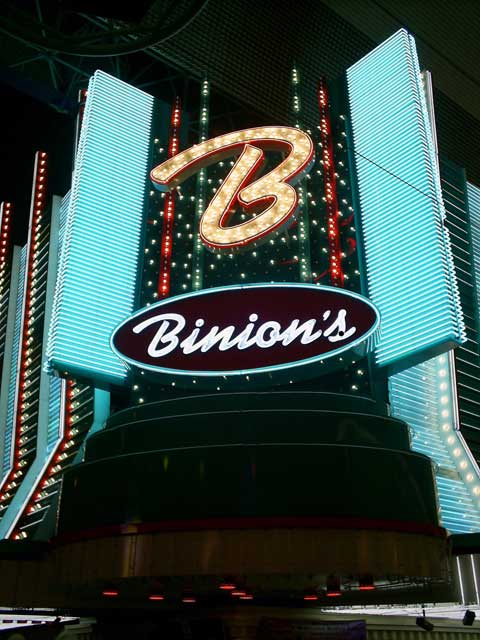
Das Binion’s Horseshoe in Las Vegas

Im Falle eines mehrfachen Braceletgewinners gibt die Zahl hinter dem Spielernamen an, das wievielte Bracelet in diesem Turnier gewonnen wurde.
| # | Buy-in (in $) | Turnier                                          | Turnierbeginn | Teilnehmer | Sieger          | Herkunft           | Preisgeld (in $) |
| - | ------------- | ------------------------------------------------ | ------------- | ---------- | --------------- | ------------------ | ---------------- |
| 1 | 1000          | Limit Seven Card Stud                            | 6. Mai 1971   | 10         | Walter Pearson  | Vereinigte Staaten | 10.000           |
| 2 | 1000          | Limit Razz                                       | 7. Mai 1971   | 10         | Jimmy Casella   | Vereinigte Staaten | 10.000           |
| 3 | 1000          | Limit Five Card Stud                             | 8. Mai 1971   | 10         | Bill Boyd       | Vereinigte Staaten | 10.000           |
| 4 | 1000          | Limit Ace to Five Draw Lowball                   | 9. Mai 1971   | 10         | Johnny Moss (2) | Vereinigte Staaten | 10.000           |
| 5 | 5000          | No-Limit Hold’em Main Event – World Championship | 10. Mai 1971  | 07         | Johnny Moss (3) | Vereinigte Staaten | 30.000           |

### Main Event

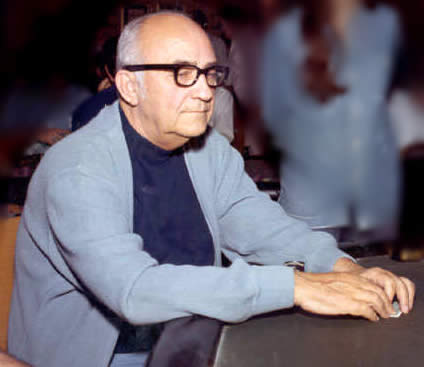
Johnny Moss (1974)

Das Hauptturnier wurde vom 10. bis 15. Mai 1971 gespielt. Sieben Teilnehmer zahlten den Buy-in von 5000 US-Dollar.
| Platz | Herkunft           | Spieler        | Preisgeld (in $) |
| ----- | ------------------ | -------------- | ---------------- |
| 1     | Vereinigte Staaten | Johnny Moss    | 30.000           |
| 2     | Vereinigte Staaten | Walter Pearson | –                |
| ?     | Vereinigte Staaten | Doyle Brunson  | –                |
| ?     | Vereinigte Staaten | Jimmy Casella  | –                |
| ?     | Vereinigte Staaten | Brian Roberts  | –                |
| ?     | Vereinigte Staaten | Jack Straus    | –                |